# ريج بوتشر
ريج بوتشر (بالإنجليزية: Reg Butcher)‏ (13 فبراير 1916 في المملكة المتحدة - 2000) هو لاعب كرة قدم بريطاني (وحمل سابقاً جنسية المملكة المتحدة لبريطانيا العظمى وأيرلندا) في مركز الظهير. لعب مع نادي ليفربول ونادي تشستر سيتي.